# بلدیبی
بلدیبی (به ترکی استانبولی: Beldibi) شهری است در کشور ترکیه که در استان موغله واقع شده‌است. جمعیت این شهر بر اساس سرشماری سال ۲۰۰۸ میلادی ۸٬۱۶۰ نفر و بر اساس برآوردهای سال ۲۰۰۹ میلادی ۷٬۷۷۴ نفر می‌باشد.